# Monocerellus montanus
Monocerellus montanus är en spindelart som beskrevs av Andrei V. Tanasevitch 1983. Monocerellus montanus ingår i släktet Monocerellus och familjen täckvävarspindlar. Inga underarter finns listade i Catalogue of Life.